# El compadre Mendoza
El compadre Mendoza es una película de drama revolucionario mexicana de 1934 dirigida por Fernando de Fuentes, basada en un cuento original de Mauricio Magdaleno. Está considerada como la tercera mejor película mexicana del siglo XX de acuerdo a la revista Somos.

## Argumento
La historia se desenvuelve durante la Revolución Mexicana, entre los años 1913 y 1919. Narra la vida del terrateniente mexicano Rosalío Mendoza (Alfredo del Diestro), un empresario oportunista que simpatiza con todos los bandos revolucionarios que visitan su hacienda. Cuando las tropas de Emiliano Zapata arriban, Mendoza las recibe con regocijo; lo mismo ocurre cuando es visitado por el ejército de Victoriano Huerta.
La trama comienza con la visita de los generales Eufemio Zapata y Felipe Nieto (Antonio R. Frausto) a la hacienda de Mendoza, ubicada en las cercanías de Huichila, en el estado de Guerrero, al sur de México. Corre la época del gobierno de Victoriano Huerta, sin embargo, el oportunismo de Mendoza le ha permitido hacer negocios con los revolucionarios. A la llegada de los generales, Mendoza ordena a su asistente Atenógenes (Luis G. Barreiro) que sustituya el cuadro de Huerta que cuelga en la sala por uno de Emiliano Zapata.
Gracias al buen trato que Mendoza le da a las tropas, el terrateniente convence a los generales de comprarle armamento de segunda mano. Cuando los revolucionarios se marchan, Mendoza ordena colgar de nuevo el retrato de Huerta, ya que recibirá la visita del coronel Martínez (Abraham Galán), miembro de las fuerzas militares de Huerta.
Cuando el hacendado viaja a visitar a sus parientes en la Ciudad de México, conoce a Dolores García, hija de un comerciante que se encuentra profundamente endeudado con Mendoza. El empresario logra persuadir a Dolores de contraer nupcias con él, sin embargo, durante su boda son atacados por el bando zapatista. El Gordo (Alfonso Sánchez Tello) ordena que Mendoza y el coronel Martínez sean ejecutados, pero la llegada del general Nieto salva la vida del hacendado.
Nieto y Mendoza cultivan una amistad a raíz del incidente, al grado que el empresario le anuncia al general que Dolores está embarazada y le pide que se convierta en el padrino de su hijo (en México, esto establece una relación de compadres entre ambos).
Pasa el tiempo y el gobierno de Venustiano Carranza ha depuesto al de Victoriano Huerta. Mendoza recibe en su hacienda al coronel Bernáldez, quien está al frente del ejército de Carranza. Bernáldez tiene la misión de asesinar a Nieto. Debido a la situación, Mendoza busca migrar con su familia a la Ciudad de México. El coronel carrancista le pide a Mendoza que hable con Nieto para que los zapatistas abandonen el pueblo. Mendoza logra su cometido, pero un grupo de rebeldes hace estallar el tren que conducía su cosecha, dejándolo en la ruina.
Después de eso, Bernáldez habla con Mendoza para que entregue a Nieto. Tras meditarlo por una noche, Mendoza accede y manda a su familia a la Ciudad de México para que no atestigüen la traición. Mendoza concierta una cita entre Nieto y Bernáldez, engañando a su compadre diciéndole que el coronel busca pasarse al lado zapatista. La cinta culmina con el asesinato de Nieto, cuyo cuerpo yace colgado en la puerta de la hacienda de Mendoza.

## Temas
El compadre Mendoza es un filme que hace una crítica a la clase social empresarial de la época, cuyo oportunismo le permitió mantener su posición económica dominante a pesar de todo.
La crudeza del final sacudió a la audiencia de la época. A propósito, el director Fernando de Fuentes comentó al diario El Universal en abril de 1934:

Creemos al público latino suficientemente culto y preparado para soportar toda la crueldad y dureza de la realidad. Nada nos hubiera costado el desenredar la trama en forma tal que el desenlace fuera feliz como estamos acostumbrados a verlo en las películas americanas; pero es nuestra opinión que el cine mexicano debe ser fiel de nuestro modo de ser adusto y trágico, si es que pretendemos darle perfiles verdaderamente propios, y no hacerlo una pobre imitación de lo que nos viene de Hollywood.
Fernando de Fuentes, abril de 1934

## Influencias
Estéticamente, la cinta utiliza elementos de dos de los movimientos más emblemáticos de la época: el expresionismo alemán y la vanguardia soviética, así como la influencia de obras como Tartüff de F.W Murnau (1925) o la filmografía de Sergei Eisenstein.